# Mirimli
Mirimli är en ort i Azerbajdzjan.   Den ligger i distriktet Jardymly, i den södra delen av landet, 210 km sydväst om huvudstaden Baku. Mirimli ligger 850 meter över havet och antalet invånare är 1 200.
Terrängen runt Mirimli är kuperad, och sluttar österut. Närmaste större samhälle är Yardımlı, 8,9 km sydväst om Mirimli. 
Trakten runt Mirimli består till största delen av jordbruksmark. Runt Mirimli är det ganska tätbefolkat, med 70 invånare per kvadratkilometer.